# Dümrek, Sivrihisar
Dümrek là một thị trấn thuộc huyện Sivrihisar, tỉnh Eskişehir, Thổ Nhĩ Kỳ. Dân số thời điểm năm 2011 là 888 người.